# ایربگ (گروه موسیقی)
ایربگ (به انگلیسی: Airbag) یک گروه موسیقی هارد راک آرژانتینی است که در سال ۱۹۹۹ شکل گرفت. این گروه از سه برادر تشکیل شده‌است: Patricio Sardelli (گیتار رهبر، پیانو و خواننده)، Gastón Sardelli (گیتار بیس و خواننده پشتیبان) و Guido Sardelli (درامز، البته از آلبوم «یک ساعت به توکیو» به بعد گیتار ریتم می‌نوازد و می‌خواند).

## تاریخچه

### آغاز (۲۰۰۳-۱۹۹۹)
این گروه در اصل اهل شهر دون تورکواتو در ایالت بوئنوس آیرس است. آنها با نواختن آهنگ‌های دیپ پرپل، بیتلز، گانز ان رزز، چاک بری، گرین دی و بلینک-۱۸۲ شروع کردند. در سال ۲۰۰۳ آنها برای انتشار نخستین آلبوم‌شان با وارنر میوزیک گروپ قرارداد بستند.

### نخستین آلبوم و سفید و سیاه (۲۰۰۷-۲۰۰۴)
نخستین آلبوم گروه در آرژانتین گواهی‌نامه فروش موسیقی ضبط شده دریافت کرد، یک جایزه هم از جوایز موزیک ویدئوی ام‌تی‌وی برای بهترین هنرمند تازه‌کار دریافت کرد؛ پس از یک تور در آمریکای لاتین، ضبط دومین آلبوم‌شان، سفید و سیاه، را آغاز کردند، که باعث شد یک جایزهٔ دیگر از جوایز موزیک ویدئوی ام‌تی‌وی، این‌بار برای بهترین هنرمند جنوبی دریافت کند.

### موفقیت جریان اصلی (۲۰۰۸-کنون)
سومین آلبوم آنها برای بهترین آلبوم راک از سوی مراسم گرمی آمریکای لاتین و همینطور از سوی جوایز گاردِل برای موسیقی آرژانتینی نامزد شد. همچنین برای این آلبوم، درامرِ گروه، Guiudo Sardelli، شروع به نواختن گیتار ریتم و خواندن در آهنگایی مثل «احساس من»، «انقلاب» و «دور از خورشید» کرد. این آلبوم بیشتر بخاطر لحن بزرگانه‌اش، بسیار موفق بود.

## ترانه‌شناسی

### استودیویی
- ایربگ (۲۰۰۴)
- سیاه و سفید (۲۰۰۶)
- یک ساعت به توکیو (۲۰۰۸)
- شکاف (۲۰۱۱)
- آزادی (۲۰۱۳)

### زنده
- تولد ادواری (۲۰۱۲)